# جبل السلوم
جَبَلُ السَّلُّومِ هو جبل يقع بوسط غربي الجمهورية التونسية، جنوب شرقي مدينة القصرين وجنوب غربي مدينة سبيطلة. يبلغ ارتفاعه 1373 م.
كما يعد رابع جبال تونس ارتفاعا.